# 生石村 (和歌山県)
生石村（うぶいしむら）は、和歌山県有田郡にあった村。現在の有田川町の北西部、有田川の中流右岸、玉川の流域、和歌山県道18号海南金屋線の沿線にあたる。

## 地理
- 山岳：鏡石山
- 河川：有田川、玉川、五名谷川

## 歴史

### 町名の由来
地内に所在する白岩丹生神社の「生」、天石神社の「石」による。

### 沿革
- 1889年（明治22年）4月1日 - 町村制の施行により、丹生村・糸野村・下六川村・釜中村・上六川村・黒松村の区域をもって発足。
- 1955年（昭和30年）4月1日 - 鳥屋城村に編入。鳥屋城村は即日石垣村・五西月村と合併して金屋町が発足。同日生石村廃止。